# Predsednik vlade Združenega kraljestva
Predsednik vlade Združenega kraljestva Velike Britanije in Severne Irske (angleško The Prime Minister of the United Kingdom of Great Britain and Northern Ireland) je ministrski predsednik, ki opravlja izvršilne funkcije, ki naj bi jih sicer (le formalno) kot prvi v državi monarh. Predsednik vlade in njegov kabinet (vlada) za svoje odločitve in dejanja odgovarjata pred parlamentom.
Za prvega predsednika vlade Združenega kraljestva velja Sir Robert Walpole, ki je opravljal to funkcijo (sicer se formalno še ni uporabljal izraz Prime Minister) med vladavino Jurija I. in Jurija II.

## Seznam
- seznam predsednikov vlade Združenega kraljestva